# Tinodes rethimnon
Tinodes rethimnon är en nattsländeart som beskrevs av Malicky 1972. Tinodes rethimnon ingår i släktet Tinodes och familjen tunnelnattsländor. Inga underarter finns listade i Catalogue of Life.